# Кирило Габуріч
Кирило Васильович Габуріч (рум. Chiril Gaburici; нар. 23 листопада 1976, Логенешть, Молдавська РСР, СРСР) — молдовський державний діяч, економіст, підприємець. 18 лютого 2015 парламентом Молдови затверджений на посаді прем'єр-міністра країни.

## Життєпис
Народився 23 листопада 1976 в селі Логенешть, Котовського району, МРСР. За твердженням політика Валерія Сахарняну, предки Габуріча були етнічними вірменами, що перебралися в Бессарабію разом з Емануелем Мірзаяном.
Закінчив економічний факультет Слов'янського університету в Кишиневі.
У 2001–2003 був представником відділу регіональних продажів оператора стільникового зв'язку Moldcell, де відповідав за розвиток оператора на півночі країни. Потім до 2004 працював начальником відділу регіональних продажів Moldcell. З травня 2004 до жовтня 2008 був директор департаменту продажів Moldcell. 1 листопада 2008 узявся до виконання обов'язків генерального директора Moldcell.
У 2012 перебрався в Азербайджан, де очолив Azercell Telekom. У грудні 2014 добровільно покинув пост президента компанії.
14 лютого 2015 декретом президента Молдови Ніколае Тімофті призначений кандидатом на пост прем'єр-міністра країни. 18 лютого за уряд Габуріча проголосували 60 (зі 101) депутатів парламенту.

### Особисте життя
Разом з дружиною Іриною виховує двох синів.
Володіє румунською, російською, англійською та французькою мовами. Грає на гітарі. Захоплювався автомобільним спортом, брав участь у професійних перегонах та ралі. Очолює Національний клуб автоспорту.

## Кабінет Габуріча
- Прем'єр-міністр:
  - Кирило Габуріч
- Віце-прем'єр, міністр економіки:
  - Стефан Крістоф Бріде (Stephane Christophe Bride)
- Віце-прем'єр, міністр закордонних справ та європейської інтеграції:
  - Наталія Герман
- Віце-прем'єр з реінтеграції:
  - Віктор Осипов
- Міністр фінансів:
  - Анатол Арапу
- Міністр юстиції:
  - Володимир Гросу
- Міністр внутрішніх справ:
  - Олег Балан
- Міністр оборони:
  - Віорел Чиботару
- Міністр регіонального розвитку та будівництва:
  - Василе Битке
- Міністр сільського господарства та харчової промисловості:
  - Іон Сула
- Міністр транспорту та дорожньої інфраструктури:
  - Василе Ботнар
- Міністр навколишнього середовища:
  - Серджиу Паліховіч
- Міністр освіти:
  - Мая Санду
- Міністр культури:
  - Моніка Бабук
- Міністр праці, соціального захисту та родини:
  - Руксанди Главан
- Міністра охорони здоров'я:
  - Мірча Бугу
- Міністр молоді та спорту:
  - Сергій Афанасенко
- Міністр інформаційних технологій та комунікацій:
  - Павло Філіп
- Президент академії наук Республіки Молдова:
  - Дука Георгій
- Глава АТО Гагаузія (Башкан Гагауз Ери) :
  - Михайло Формузал